# 大芽杜鹃
大芽杜鹃（学名：Rhododendron gemmiferum）为杜鹃花科杜鹃花属下的一个种。

## 扩展阅读
- 維基物種上的相關：大芽杜鹃